# 碘海醇
碘海醇（INN：iohexol）又称碘苯六醇，商品名有 Iodaque、Ominipaque 等，是一种非离子型水溶性X光影像之造影劑。應用範圍包含對人體動脈、靜脈、腦室（氣腦造影術）、泌尿系統及關節造影，以及在電腦斷層掃描（CT掃描）期間使用。
碘海醇的給藥途徑有鞘內、靜脈注射、口服給藥, 體腔內, 直腸給藥。
使用後的副作用有嘔吐、皮膚潮紅、頭痛、搔癢、腎臟問題及低血壓。較不常見的副作用有過敏反應或癲癇發作。對聚維酮碘或貝類過敏的個體，其副作用風險與有其他過敏反應的個體相當。個體於懷孕後期使用，可能導致出生後的嬰兒出現甲狀腺功能低下。碘海醇為一種碘化非離子放射性造影劑，其屬於低滲透濃度製劑家族。
碘海醇於1985年獲准用於醫療用途。已包含於世界衛生組織基本藥物標準清單之中。

## 化學
碘海醇之滲透濃度範圍介於322毫滲透壓/公斤（mOsm/kg）（約為血漿之1.1倍）至844毫滲透壓/公斤（近乎血液之3倍）。雖然碘海醇的滲透壓變化幅度較大，仍被視為一種低滲透壓造影劑。它較早期之造影劑，例如二胺碘造影劑的滲透壓高出一倍以上（而可能更會導致患者在使用後出現更多不適反應，如疼痛、血管損傷等）。
碘海醇化学式为 C19H26I3N3O9，是具有吸湿性的白色粉末，可溶于水，在医学上可用作造影剂。它可以5-硝基-1,3-苯二甲酸二甲酯为原料，经多步反应制得。

## 不良反應
靜脈注射此造影劑後最常見之副作用有：注射部位疼痛（3%）、視力模糊（2%）、噁心（2%）、心律不整（2%）、味覺倒錯（1%）、低血壓（0.7%）以及嘔吐（0.7%）。

## 社會與文化

### 商品名稱
市面上流通的除Iodaque的商業品牌外，另有Omnipaque等品牌。其亦以密度梯度介質（作用為根據顆粒的密度差異，將混合物中的不同成分利用離心作用分離），以Accudenz、Histodenz及Nycodenz的商品名稱於市面流通。

### 市售配方
市售的碘海醇有多種濃度可供選擇，範圍自每毫升140至350毫克之碘。碘海醇可透過鞘內、血管內、口服、直腸給藥、關節內或體腔內等途徑給藥。